# Лејк Брајан (Тексас)
Лејк Брајан (енгл. Lake Bryan) насељено је место без административног статуса у америчкој савезној држави Тексас.

## Демографија
По попису из 2010. године број становника је 1.728.
| Група             | 2000.    | 2010.       |
| Белци             | 0 (0,0%) | 788 (45,6%) |
| Афроамериканци    | 0 (0,0%) | 111 (6,4%)  |
| Азијати           | 0 (0,0%) | 2 (0,1%)    |
| Хиспаноамериканци | 0 (0,0%) | 820 (47,5%) |
| Укупно            | 0        | 1.728       |